# Super Junior-Happy
Super Junior-Happy (em coreano:  슈퍼주니어-해피) é o quarto subgrupo oficial da boy band sul-coreana Super Junior, formado por seis integrantes: Leeteuk, Yesung, Kangin, Shindong, Sungmin e Eunhyuk. O subgrupo estreou em junho de 2008, com o single "Cooking? Cooking!". As músicas do grupo envolvem o estilo bubblegum pop, usando um estilo engraçado e divertido na concepção do EP Cooking? Cooking!, o único lançado pelo grupo até agora.

## Carreira

### 2008:Cooking? Cooking!ePajama Party
Super Junior-Happy é formado pelos integrantes do subgrupo Super Junior-T, exceto Heechul, que fora substituído por Yesung. O grupo fez uma performance de estréia não oficial no dia 3 de maio, no Power Concert, enquanto ainda não tinham sido apresentados como um subgrupo oficial.
Em 30 de maio de 2008, a SM Entertainment lançou o anúncio oficial do subgrupo através do portal Newsen. O primeiro EP, Cooking? Cooking!, foi lançado em 5 de junho de 2008. O videoclipe do single homônimo foi lançado  no mesmo dia. Segundo a SM Entertainment, o sufixo "Happy" de "Super Junior-Happy", deriva do estilo das músicas do grupo, com letras alegres e divertidas, com o intuito de dar um ar de felicidade aos fãs.
Super Junior-Happy estreou oficialmente em 7 de junho de 2008, no 2008 Dream Concert, com o single "Cooking? Cooking!". Um dia antes da estréia oficial, o subgrupo realizou um fanmeeting para celebrar o sucesso de vendas do primeiro EP lançado pelo grupo. Na manhã de 6 de junho, milhares lotaram as ruas na fila para os ingressos.Aproximadamente 10,000 cópias do EP foram vendidas na primeira semana de lançamento. De acordo com a Associação da Indústria Musical da Coreia (MIAK), o mini-álbum vendeu 27,122 cópias até o final de agosto e alcançou a quarta colocação nas paradas mensais.
O segundo single do subgrupo, "Pajama Party", começou a ser promovido em 3 de agosto de 2008, no Inkigayo. O vídeo musical do single foi lançado um dia depois. A promoção do single durou apenas um mês, enquanto as promoções do EP foram encerradas oficialmente no dia 7 de setembro de 2008.

## Integrantes
- Leeteuk
- Yesung
- Kangin
- Shindong
- Sungmin
- Eunhyuk

## Discografia

### Extended plays
- 2008: Cooking? Cooking!

### Singles
- 2008: Pajama Party

## Prêmios e indicações
| Ano                           | Prêmio              | Trabalho nomeado | Resultado |
| ----------------------------- | ------------------- | ---------------- | --------- |
| Mnet Asian Music Awards       |                     |                  |           |
| 2008                          |                     |                  |           |
| Artista do Ano                | Super Junior-Happy  | Indicado         |           |
| Canção do Ano                 | "Cooking? Cooking!" | Indicado         |           |
| Melhor Coreografia            | "Cooking? Cooking!" | Indicado         |           |
| Auction Netizen Popularity    | Super Junior-Happy  | Indicado         |           |
| Netizen and Mobile Popularity | Super Junior-Happy  | Indicado         |           |